# Sphecodes hydrangeae
Sphecodes hydrangeae är en biart som beskrevs av Mitchell 1956. Sphecodes hydrangeae ingår i släktet blodbin, och familjen vägbin. Inga underarter finns listade i Catalogue of Life.